# كارلوس سبنسر
كارلوس سبنسر (بالإنجليزية: Carlos Spencer)‏ (و. 1975  م) هو لاعب اتحاد الرغبي، من نيوزيلندا، يلعب كرامي متوسط ‏.

## روابط خارجية
- كارلوس سبنسر على موقع بوكس ريك (الإنجليزية) (registration required)
- كارلوس سبنسر على موقع دوري الرغبي الممتاز (الإنجليزية)
- كارلوس سبنسر عل موقع إسبنسكروم (الإنجليزية)
- كارلوس سبنسر على موقع ItsRugby.co.uk (الإنجليزية)